# N.B
N.B (new be)（ニュービー）は、2023年に結成されたEverNever Management所属の日本のダンス&ボーカルユニット 。
当初は仮名のENM BOYSで活動していたが、アンケートによりN.B (new be)となった。メンバーは8人構成であり主にEverNever Management所属タレントで構成されている。

## 概要
主にEverNever Management所属タレント・アイドルで構成されており、初期はENM BOYSとして活動していた。N.B (new be)の他にもグループ名の候補が挙げられていたがアンケートによりミトの考案したN.B (new be)に決定された。
ENM BOYSではなくN.B (new be)としてのデビューライブは8月12日である。加藤数士など一部のメンバーは当初練習生として活動していた。

## メンバー
| 名前                        | 生年月日               | 備考 |
| --------------------------- | ---------------------- | --- |
| Daiki （だいき）            | 1996年10月31日（28歳） | ToBeRadical、Ⅳlのメンバー                                                                                      |
| 加藤 数士 （かとう かずし） | 2000年5月22日（24歳）  | 俳優。主な作品は、フジテレビ『ナンバMG5』、舞台『PRIDE』、CM『バンダイ ONE PIECEカードゲーム「デッキ開封」篇』 |
| TAMAKI （たまき）           |                        | |
| ノア （のあ）               |                        | |
| 藤城 京 （ふじしろ きょう） | 2000年9月26日（24歳）  | LovelyBUDDY-love begets loveのメンバー 元・ワンダーチャンネル                                                  |
| CHIFUYU （ちふゆ）          |                        | LovelyBUDDY-love begets loveのメンバー                                                                         |
| ミト （みと）               | 1998年2月15日（27歳）  | BEXX STOPのメンバー 元・Pop Cloverの花見寛斗                                                                   |
| Sen （せん）                |                        | BEXX STOPのメンバー                                                                                            |

## 出演

### イベント
- 「楽遊BOYSフェスSP」（2023年8月18日、赤羽ReNYalpha ）[13]

- 「定期公演-CYCLE- 新ユニットグループ名発表SP」（2023年8月7日、新宿アイドルステージ ）[14]

- 「oDoLFes.」（2023年8月21日、池袋AK ）[15]

- 「楽遊BOYSフェス」（2023年8月21日、新宿Key Studio ）[16]

- 「BEXXSTOP 主催公演 ネバスト!!」（2023年8月28日、新宿アイドルステージ ）[17]

- 「JOL原宿ミニライブ&特典会」（2023年8月30日、JOL原宿 ）[18]

- 「礼侍-REIJI-1周年記念感謝祭」（2023年9月8日、池袋sound peace ）[19]

- 「iDoLFes.」（2023年9月9日、池袋AK ）[20]

- 「SPACE DIVA:03」（2023年9月19日、S.U.B TOKYO ）[21]